# Mimalblymoroides kaszabi
Mimalblymoroides kaszabi är en skalbaggsart som först beskrevs av Stefan von Breuning 1969.  Mimalblymoroides kaszabi ingår i släktet Mimalblymoroides och familjen långhorningar. Inga underarter finns listade i Catalogue of Life.